# Púdozh
Púdozh (en ruso: Пу́дож) es una ciudad de la república de Carelia, Rusia, ubicada a la orilla del río Vodla, a 115 km al este de Petrozavodsk, la capital de la república. Es la capital del raión homónimo. Su población en el año 2010 era de cerca de 10 000 habitantes.

## Historia

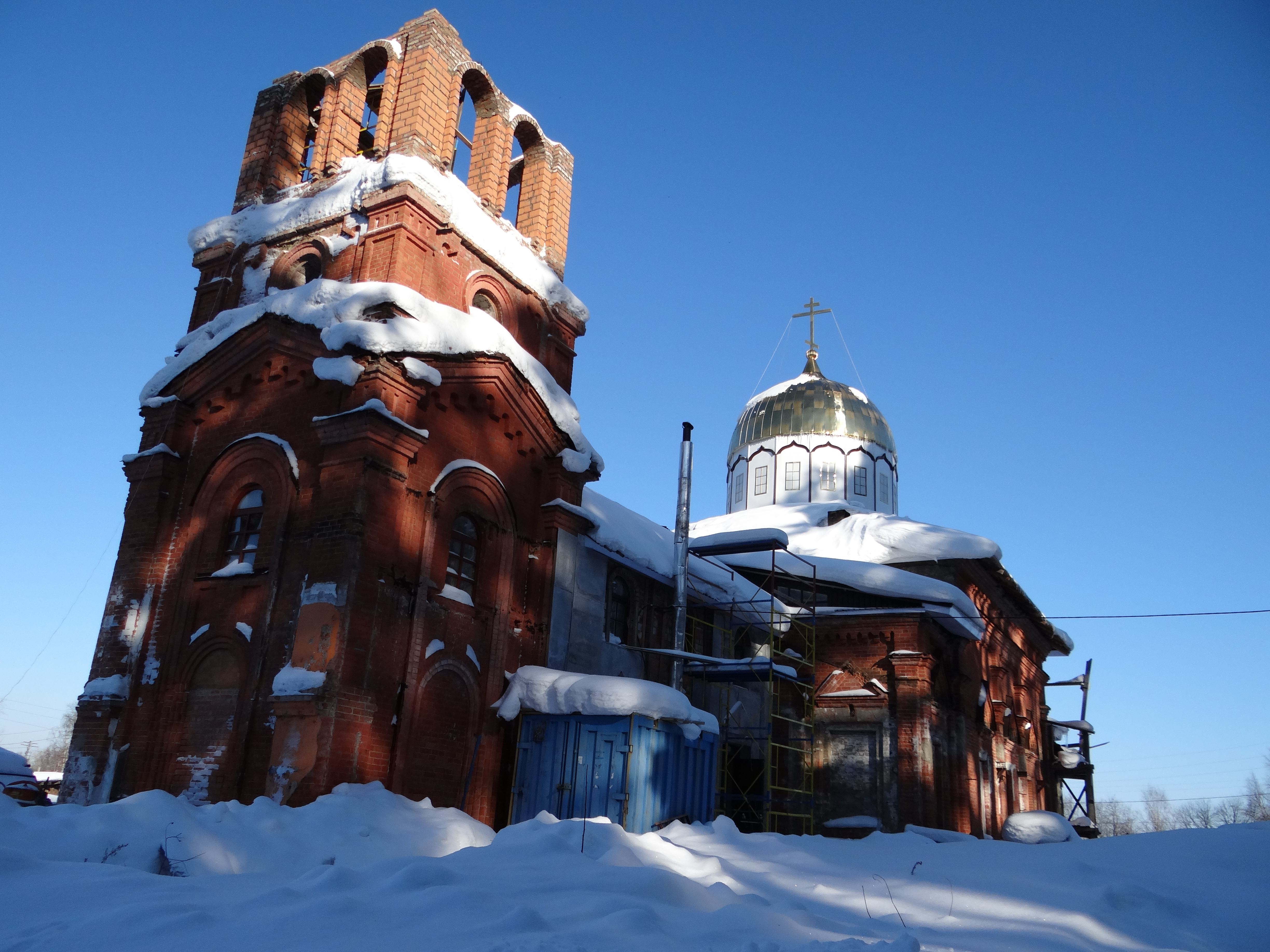
Iglesia de Púdozh

Fue por primera vez mencionada en 1382. Obtuvo el estatus o categoría de ciudad en 1785.

## Administración
Es la capital del raión homónimo y una de sus ocho entidades locales. En el territorio de la ciudad se incluyen como pedanías los posiólok de Podporozhie y Kolovo y las aldeas de Filimonovskaya, Kolovo, Afanásievskaya, Nozhevo, Jarlovskaya, Koshukovo y Gládkina.